# Atišta
Atišta (makedonska: Атишта) är en by i kommunen Kičevo i västra Nordmakedonien. Byn är belägen öster om Drugovo och väster om Plasnica och Makedonski Brod. Den ligger på 640 meters höjd över havet, cirka 9 kilometer sydost om Kičevo. Atišta hade 15 invånare vid folkräkningen år 2021.